# Glareanus
Glareanus, en realidad Heinrich Loriti, también Loritis, Loritti o Loretti (Mollis, Suiza, junio de 1488 - Friburgo, 28 de marzo de 1563) fue un teórico de la música, poeta y humanista suizo. Su sobrenombre deriva del cantón de Glaris, donde está su ciudad natal. 
Tras estudiar inicialmente música, pasó a estudiar teología, filosofía y música en la Universidad de Colonia. Allí escribió un célebre poema en homenaje al emperador Maximiliano I de Habsburgo. Poco después conoció en Basilea a Erasmo, con quien mantendría amistad toda la vida y que dijo de él que era un gran conocedor de historia y de matemáticas. En 1516 hizo su primera publicación sobre música, un modesto libro titulado Isagoge in musicen, en el que analiza los elementos básicos de la música y que probablemente tenía fines docentes.
Se opuso con vigor a la Reforma protestante, si bien algunos católicos desconfiaron de él por su erasmismo. Algunas de sus obras fueron incluidas por un tiempo en el índice de libros prohibidos por la iglesia católica, debido a un malentendido, pero Glareano consiguió que se retirasen del índice y rehabilitar su reputación. Por sus opiniones teológicas, fue objeto de críticas y burlas por parte de autores protestantes hasta el siglo XVIII.
En vida su obra más conocida fue el manual de geografía De geographia liber unus. Sin embargo, actualmente su libro más famoso es el Dodekachordon, publicado en Basilea en 1547, uno de los tratados musicales renacentistas más famosos e influyentes. Aborda temas de teoría de la música, filosofía, biografías e incluye más de 120 composiciones de Josquin des Prés, Johannes Ockeghem, Jacob Obrecht y Heinrich Isaac entre otros.

## Obra
- De geographia liber, Basilea, 1527
- Isagoge in musicen, Basilea, 1516
- Dodekachordon, Basilea, 1547 (identifica 12 tonos)
  - Übersetzt von Peter Bohn (= Publikation älterer praktischer und theoretischer Musikwerke 16). Leipzig 1888
- Ediciones de Titus Livius y Boëthius
- Helvetiae descriptio, Basilea, 1515
- Duo elegiarum libri ad Uldericum Zinlium Doggium, Basilea, 1516, dedicado ad Matthiam Aquanum philosophum et theologum Agrippinensem